# Emblyna osceola
Emblyna osceola là một loài nhện trong họ Dictynidae.
Loài này thuộc chi Emblyna. Emblyna osceola được Ralph Vary Chamberlin & Willis J. Gertsch miêu tả năm 1958.